# Arassari řasnatý
Arassari řasnatý (Pteroglossus beauharnaisii) je zástupce z čeledi tukanovitých, z rodu Pteroglossus. Často je chován jako okrasný pták, přesto je oproti jiným okrasným tukanům raritou. V přírodě je ale běžný, téměř nedotknutý. Vyskytuje se na zalesněných plochách především v Jižní Americe, kde se zdržují v hejnech čítajících 3–12 kusů. Do Česka byli tito ptáci poprvé importováni v roce 1994 a v roce 1996 se zde uskutečnil jejich světový prvoodchov. V současné době je ale nenajdeme v žádné tuzemské zoo ani u soukromého chovatele. V Evropě jej kromě dvou nebo tří soukromých chovatelů drží jen dvě instituce – Ptačí park Villars des Dombes ve Francii a švédské národní vědecké centrum Universum v Göteborgu .

## Vzhled

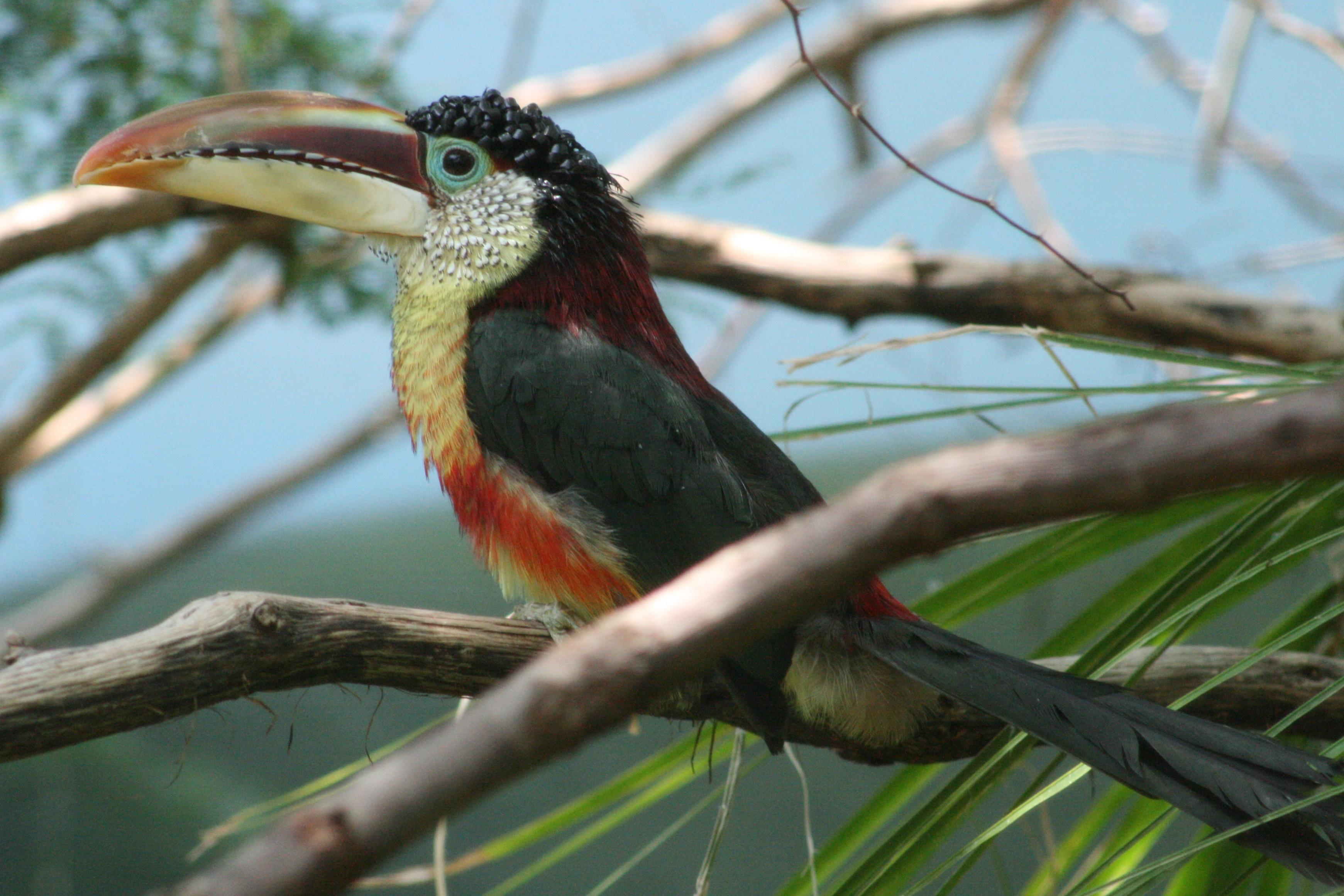

Měří 40 až 45 cm a váží 190–280 g, pohlavní dimorfismus není příliš výrazný, samičky jsou jen o něco málo menší a lehčí. Je velmi pestře zbarvený a oproti ostatním druhům z čeledi tukanovitých má relativně krátký zobák a dlouhý ocas. Nezaměnitelným znakem arassariů řasnatých je černé lesklé kudrnaté rohovité peří na čele a temeni hlavy , toto peří nemá žádný jiný tukan nebo arassari. Peří na zádech až po kořen ocasu je tmavě červené, zbytek svrchní strany je tmavě zelený. Hrdlo je žlutobílé s černými skvrnami. Hruď, břicho a spodní ocasní pera jsou žlutá. Zobák je hnědooranžový, Končetiny mají světle žlutou barvu.

## Výskyt a potrava
Arassari řasnatý se vyskytuje v části okolo jihozápadní povodí řeky Amazonky a pak dále na východ až k řece Madeiře. V současnosti se tento druh rozšiřuje ale i k řece Xingu. K vidění jsou tito ptáci v národní rezervaci v Peru, v národním park Noel Kempff v Bolívii. Na těchto místech je nejčastěji najdeme v nadmořské výšce 500 m n. m.. Obývají zalesněné plochy, nejčastěji pralesy a najdeme je v nejvyšším patře. Málokdy slétávají k zemi.
Převážnou část jídelníčku těchto ptáků tvoří ovoce a bobule, výjimečně i hmyz, ještěrky nebo žáby. Napadají i hnízda jiných druhů ptáků, ze kterých vybírají vejce i mláďata.

## Hnízdění

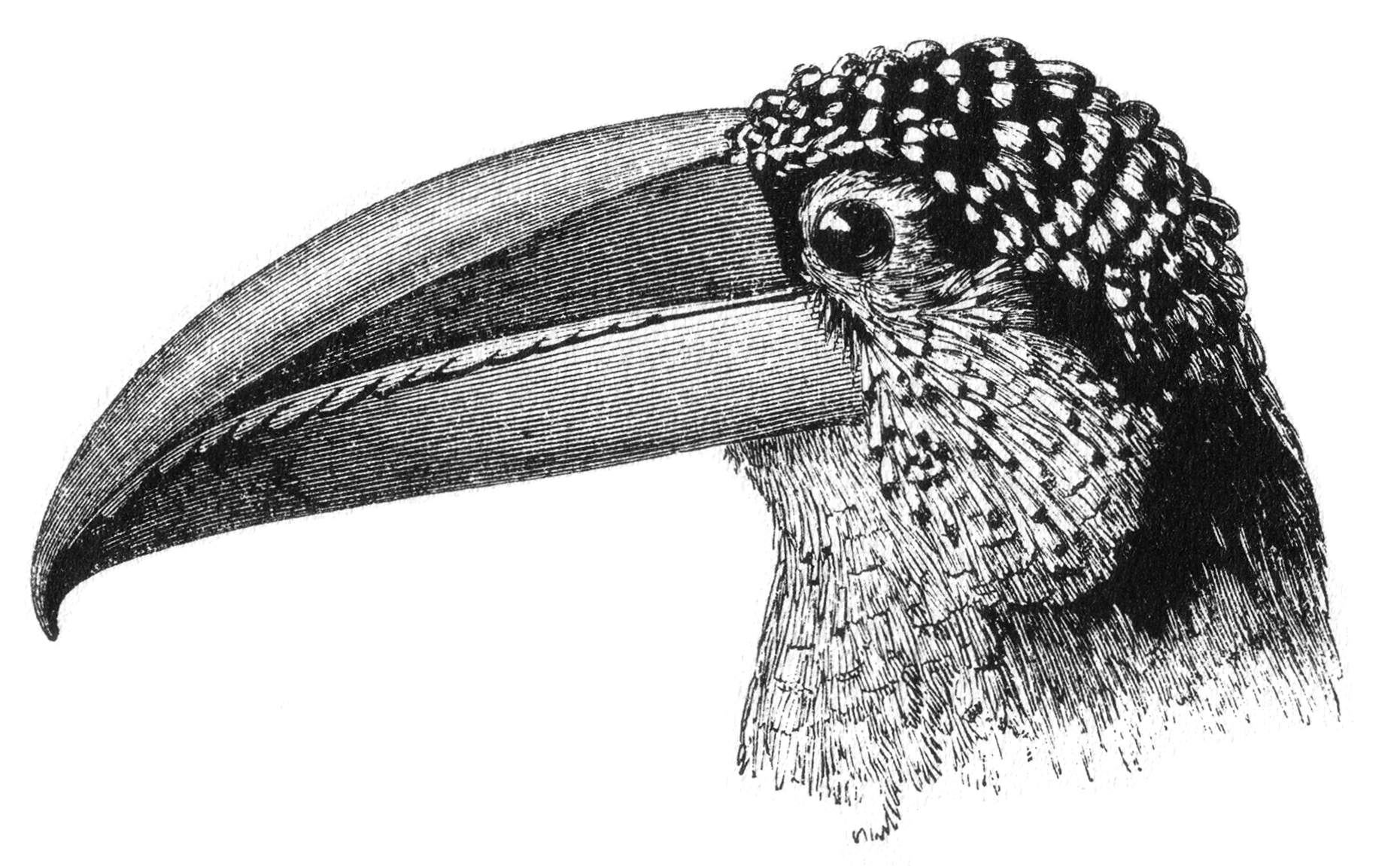
Hlava

Arassariové řasnatí hnízdí ve velkých výškách v dutinách stromů. Dutiny si nevystýlají ničím. Běžně hnízdí v květnu až srpnu, výjimečně i v únoru. Stejně jako ostatní tukanové, i arassari řasnatý je vejcorodý a většinou mají 2–4 bílá vejce. Rodiče živí mláďata ovocem a často i rozkouskovanými mláďaty jiných ptáků.